# Saint-Aubin-de-Crétot
Saint-Aubin-de-Crétot – miejscowość i gmina we Francji, w regionie Normandia, w departamencie Sekwana Nadmorska.
Według danych na rok 1990 gminę zamieszkiwało 465 osób, a gęstość zaludnienia wynosiła 98 osób/km² (wśród 1421 gmin Górnej Normandii Saint-Aubin-de-Crétot plasuje się na 478. miejscu pod względem liczby ludności, natomiast pod względem powierzchni na miejscu 708.).